# Приятел на приятел
Приятел на приятел (на английски Friend of a friend) е фраза, която се използва да обозначи някого, когото разказващият не познава добре.
При някои социални науки фразата се използва като шега за това, че голяма част от информацията, която споделят хората, идва от отдалечени източници (като при „Случило се е на приятел на мой приятел“) и не може да бъде потвърдена. Предполага се, че фразата е най-позната от изследванията на градските легенди.
Развитието на услугите за социална мрежа довеждат до учестеното използване на термина.

## На други езици
- "Dúirt bean liom go ndúirt bean léi" — ирландска поговорка, в превод една жена ми каза, че друга жена ѝ казала, че...
- "L'homme qui a vu l'homme qui a vu l'ours" — френска поговорка, в превод Човекът, който видя човека, който видял мечката, където мечката не е била видяна, за нея само се споменава.

|  | Тази страница частично или изцяло представлява превод на страницата Friend of a friend в Уикипедия на английски. Оригиналният текст, както и този превод, са защитени от Лиценза „Криейтив Комънс – Признание – Споделяне на споделеното“, а за съдържание, създадено преди юни 2009 година – от Лиценза за свободна документация на ГНУ. Прегледайте историята на редакциите на оригиналната страница, както и на преводната страница, за да видите списъка на съавторите. ВАЖНО: Този шаблон се отнася единствено до авторските права върху съдържанието на статията. Добавянето му не отменя изискването да се посочват конкретни източници на твърденията, които да бъдат благонадеждни. |